# IC 4644
IC 4644 ist eine Spiralgalaxie vom Hubble-Typ Sb im Sternbild Paradiesvogel am Südsternhimmel. Sie ist schätzungsweise 213 Millionen Lichtjahre von der Milchstraße entfernt.
Das Objekt wurde am 30. Juli 1900 von DeLisle Stewart entdeckt.